# Mariah Dolok
Mariah Dolok is een bestuurslaag in het regentschap Simalungun van de provincie Noord-Sumatra, Indonesië. Mariah Dolok telt 672 inwoners (volkstelling 2010).